# Гуков, Виталий Владимирович
Виталий Владимирович Гуков (Род. 1 января 1948 года в селе Верхние Деревеньки Льговского района Курской области, РСФСР, СССР) — первый секретарь Попыревского райкома КПСС, российский политический деятель, депутат Государственной Думы ФС РФ первого и третьего созывов.

## Биография
С 1968 по 1973 год работал в колхозе «Новая жизнь» главным агрономом. В 1974 году получил высшее образование в Курском сельскохозяйственном институте. С 1973 по 1979 год работал в колхозе имени Карла Маркса в должности председателя колхоза.
С 1979 по 1983 год работал начальником управления сельского хозяйства Черемисановского района. С 1983 по 1985 год был председателем Совета народных депутатов Попыревского района, с 1985 по 1989 год работал первым секретарём Попыревского районного комитета КПСС. В 1987 году окончил Высшую партийную школу ЦК КПСС в Ростове-на-Дону.
С 1989 года — председатель Агропромышленного союза Курской области. С 1992 по 1993 год работал в администрации Курской области руководителем Комитета по земельным вопросам и продовольствию.
В 1993 году был избран депутатом Государственной думы I созыва, был членом комитета Государственной думы по аграрным вопросам, входил во фракцию Аграрной партии России.
С 1995 года является председателем Курского регионального отделения политической партии «Аграрная партия России».
С 1996 по 1999 год был депутатом Курской областной Думы второго созыва.
В 1999 году был избран депутатом Государственной думы III созыва, был членом комитета Государственной думы по аграрным вопросам, входил во фракцию «Отечество — Единая Россия».
В 2003 году баллотировался в Депутаты Государственной думы ФС РФ четвёртого созыва в составе списка Аграрной партии России, в 2007 году баллотировался в Депутаты Государственной думы ФС РФ пятого созыва, но оба раза не прошёл в Государственную думу. Участвовал в выборах в качестве председателя регионального отделения Аграрной партии России.

## Законотворческая деятельность
За время исполнения полномочий депутата Государственной думы I и III созыва выступил соавтором 9 законодательных инициатив и поправок к проектам федеральных законов.

## Награды
- Медаль ордена «За заслуги перед Отечеством» II степени (31 декабря 2003 года) — за активную законотворческую деятельность и многолетнюю добросовестную работу[10].